# Мини рукомет
Мини рукомет (енгл. mini handball) је једна од новијих форми рукомета која је прилагођена деци узраста од 6 до 12 година.
У неким од европских земаља он се појављује још почетком осамдесетих година 20. века, али, званичну промоцију, од стране Европске рукометне федерације (ЕХФ), добија 1994. године.

## Филозофија мини рукомета
Светска рукометна федерација истиче да је мини рукомет више филозофија него игра. Циљ мини рукомета није да се деца међусобно такмиче, већ да се друже и развијају своје психо-физичке карактеристике.
Истичу да је мини рукомет врста спортског образовања и учења за најмлађе. Могуће га је примењивати како у школама у току наставе, тако и у рукометним клубовима за регрутацију нових чланова. Њега обликују дечије задовољство и искуство играња са лоптом.
Истовремено могу да га играју и дечаци и девојчице, те се на тај начин развија родна равноправност.

## Бенефиције које деца имају од мини рукомета
Мини рукомет је игра која код деце развија све облике природног кретања:
- трчање;
- бацање (лопте);
- хватање (лопте);
- скокови;
- балансирасе;
- поскоци;
- ротације;
- вођење лопте и
- социјализација током игре.

У мини рукомету као спортској игри највише доминирају природни облици кретања, може се рећи да је то релативно лака техника кретања играча са лоптом и без ње, тако да учење и усавршавање рукомета, поготову технике не представља велики проблем.
Ако се има у виду чињеница да највећи број школа у Србији нема на располагању фискултурне сале у којима се може играти „стандардни“ рукомет, јасно је да су овим (пре свега – формално) широко отворена врата за примену – Мини рукомета.
Тренинге мини рукомета је потребно организовати тако да деца кроз игру уче елементе технике и тактите рукометне игре.
Циљ мини рукомета је да мотивише најмлађе да непрестано буду физички активни.
ИХФ истиче да је потребно:
- највише пажње треба посветити задовољству сваког ученика, па тек онда обратити пажњу на резултат;
- тренинге организовати кроз игре;
- избегавати рану специјализацију;
- не истицати битност резултата, јер на тај начин смањујемо насиље и агресивност;
- пружити деци могућност да пробају и друге спортске игре;
- охрабљивати пријатељство међу децом и др.

## Правила мини рукомета
У мини рукомету је примена правила флексибилнија него у рукомету.
Терен за минирукомет мањи је од „стандардног“. Оптимална дужина је 20-23 метра, а ширина 12-15 метара.
На терену се налази мањи број играча. Оптималан број је 4 + 1 (четири играча у пољу и голман), а екипу може сачињавати већи број играча.
Голови су мањи. Њихове оптималне димензије су 240 Х 170 центиметара. У салама где нема голова, могу се импровизовати, уз помоћ самолепљиве траке, струњача и сл.
Голманов простор је такође мањи. Оптимално, то треба да буде полукруг, чији је полупречник 5 метара, а центар се налази на средини гол линије.
Пенал се изводи непосредно испред линије голмановог простора, а слободно бацање са нешто веће удаљености.
Екипе могу имати мешовит састав, тј. истовремено могу играти и девојчице и дечаци.
Генарално, правила минирукомета су иста као и правила „стандардног“ рукомета. Међутим, у зависности од узраста деце, њих треба примењивати крајње „либерално“.
То значи: Уколико је постигнут гол, после лепо изведене акције, а шутер је незнатно повредио голманов простор, гол треба признати. Наравно, важно је да се на исти начин третирају обе екипе!
Довољан је један судија. Ако суди наставник/учитељ  истовремено може давати упутства играчима обеју екипа.
Сви релевантни извори указују на то да минирукомет треба играти тако што ће, у фази одбране, бити примењивана индивидуална одбрана, тј. „човек-човека“.
Коришћење зонских система игре, у овој развојној фази је контраиндиковано из више разлога. Стручњаци, из различитих земаља, тврде да треба инсистирати на игри „човека“ и са тим ставом се слажу на Факултету спорта и физичког васпитања у Београду.